# 格拉菲

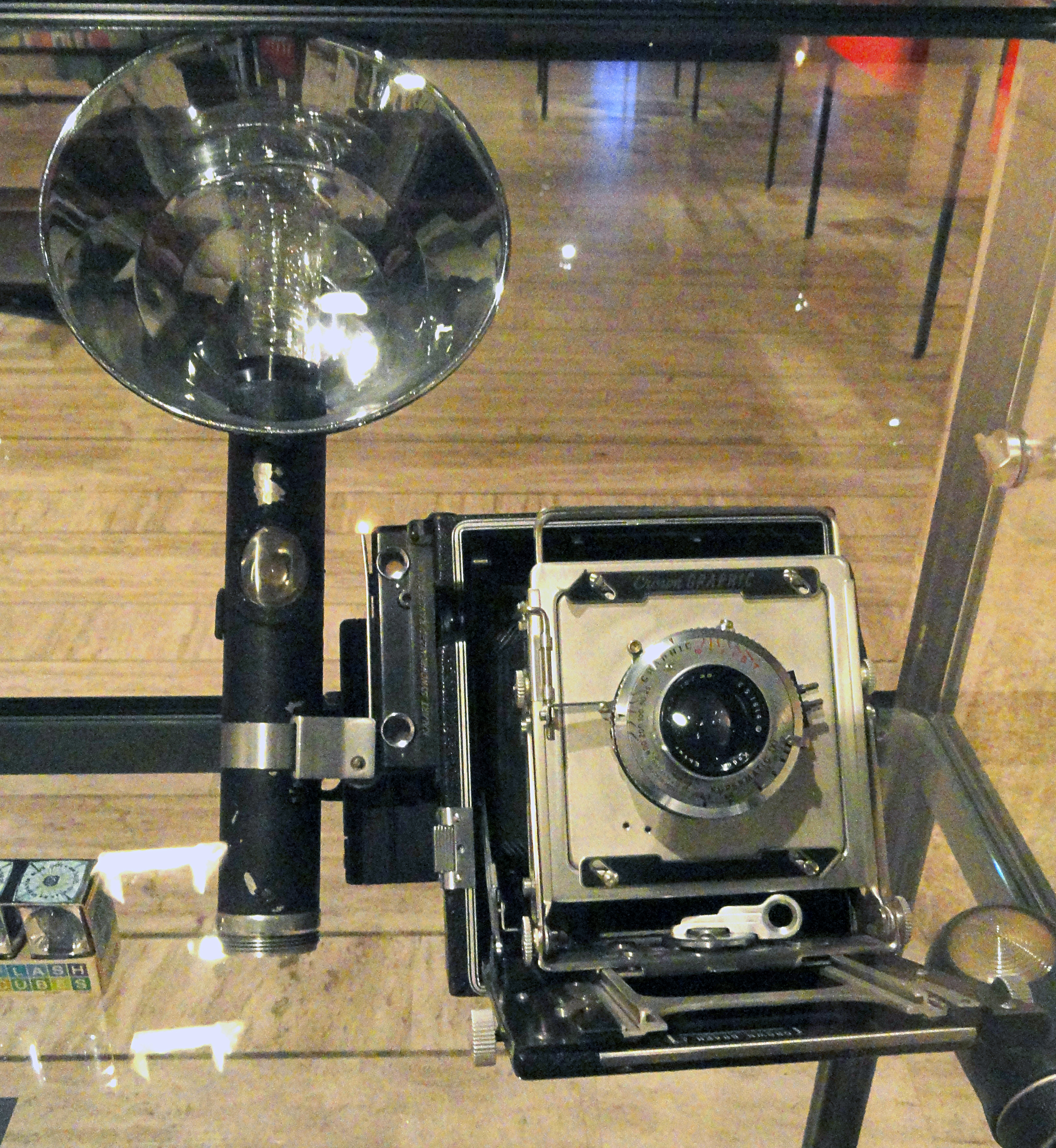
格拉菲公司于1948年生产的Crown Graphic相机，带闪光灯座

Graflex（中文：格拉菲），是曾经的美国照相机生产商，该公司也将自身公司名作为商标为其生产的多款相机命名。
该公司最早历史可追溯到由威廉.F.福尔默（英文:William F. Folmer）与威廉.E.诗温（英文:William E. Schwing）于1887年建立的金属加工公司，名为“福尔默与诗温制造公司”。该公司主要生产煤气灯具、吊灯、单车，后续产品也包含照相机。乔治·伊士曼于1905年收购了该公司。
格拉菲公司最出名的产品是它的新闻相机（英文: Press camera），其中Speed Graphic型号生产历史超过60年，曾经被二十世纪上半叶的新闻媒体记者广泛使用。

## 产品历史

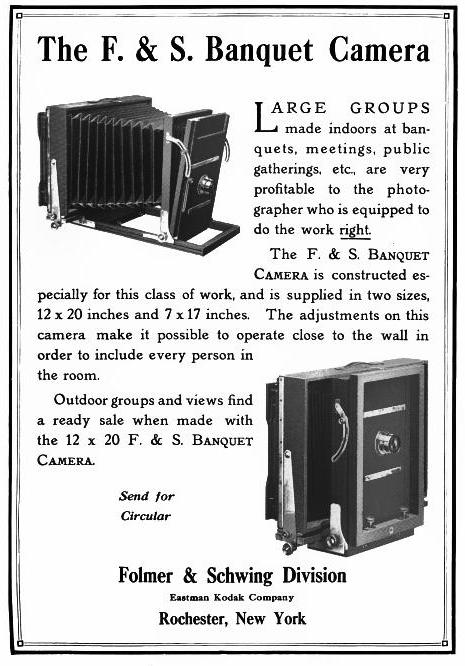
福尔默诗温所生产大画幅"宴会照相机"的宣传广告，1914年

美国发明家威廉.F.福尔默（英文:William F. Folmer）在纽约与友人合伙注册成立福尔默与诗温制造公司，主要业务为生产销售煤气灯具。时值煤气灯具逐渐被电灯取代导致销量下滑，该公司逐渐转型生产其它产品，包括单车与摄影器材，最终于1899年生产出第一款格拉菲相机。随着公司的销售业务蓬勃发展，它选择专注于摄影领域并放弃其他产品生产线，并于1905年被乔治·伊士曼收购，于1907年成为柯达的Folmer Graflex分部。经过一系列更名后，该公司最终在1945年更名为简洁的“格拉菲股份有限公司”（英文:Graflex, Inc.）。伊士曼·柯达公司在纽约州罗彻斯特市Clarrisa街的专业设备制造工厂生产所有型号的Graflex相机。 1926年，由于违反了“休曼反垄断法案”，柯达被迫剥离其专业设备部门，后者另行成立为Graflex Inc.公司。该公司为独资所有权，直至1958年格拉菲公司被通用精密设备公司收购，后者将其作为一个独立的部门运营。1968年它被出售给胜家公司作为一个产品部门运营，最终于1973年宣告解散，将其生产工具打包出售至日本日本星座公司（英文：TOYO-VIEW）。
自1912至1973年，格拉菲生产了各种款式使用2¼ × 3¼英寸; (6 × 9 厘米)至4 × 5英寸画幅不同尺寸的大画幅相机、中画幅相机与新闻相机。以及各种使用35毫米画幅至5 × 7英寸画幅不同尺寸的旁轴相机、单镜头反光相机与双镜头反光相机。
座落于罗彻斯特市的福尔默工厂也生产一种名为Century Studio Camera的木制大画幅双轨座机，该产品曾经分别打着柯达公司与格拉菲公司的产品铭牌销售。由于格拉菲公司将其便携式照相机与工作室照相机划分在不同的产品目录下，许多用户错误的以为Century Studio并非由格拉菲公司制造。

### 格拉菲单反相机
最早以Graflex为商标名的相机是该公司于1899年生产的Graflex camera，又名“格拉菲反光相机”（英文:Graflex Reflex），或“格拉菲单镜头反光相机（格拉菲单反）”（英文：Graflex single lens reflex (SLR)）。该款照相机与20世纪后半叶的现代单反相机一样，采用可升降45度反射镜以及焦平面幕帘快门等结构，并在推出后不久迅速作为体育摄影、新闻摄影的首选工具。拍摄运动过程瞬间需要提高快门速度，早期格拉菲单反采用包含不同尺寸透光狭缝的布制焦平面快门幕帘，当其向下滑动的过程中，每瞬间只有透光狭缝一小部分的胶片被曝光。使用者在拍摄时首先旋转快门上弦旋钮，选择标注过不同弹簧回弹速度的快门挡位，配合不同尺寸的狭缝，最后通过相机侧面的换算表格铭牌计算出所对应的拍摄快门速度。格拉菲单反受到20世纪前期的艺术摄影师的普遍欢迎，间接导致几家镜头生产商为其制造了特殊的柔焦镜头，以发挥这款相机的创作潜力。这些镜头其中包括著名的Wollensak公司生产的Verito镜头。

### Speed Graphic与Crown Graphic新闻相机

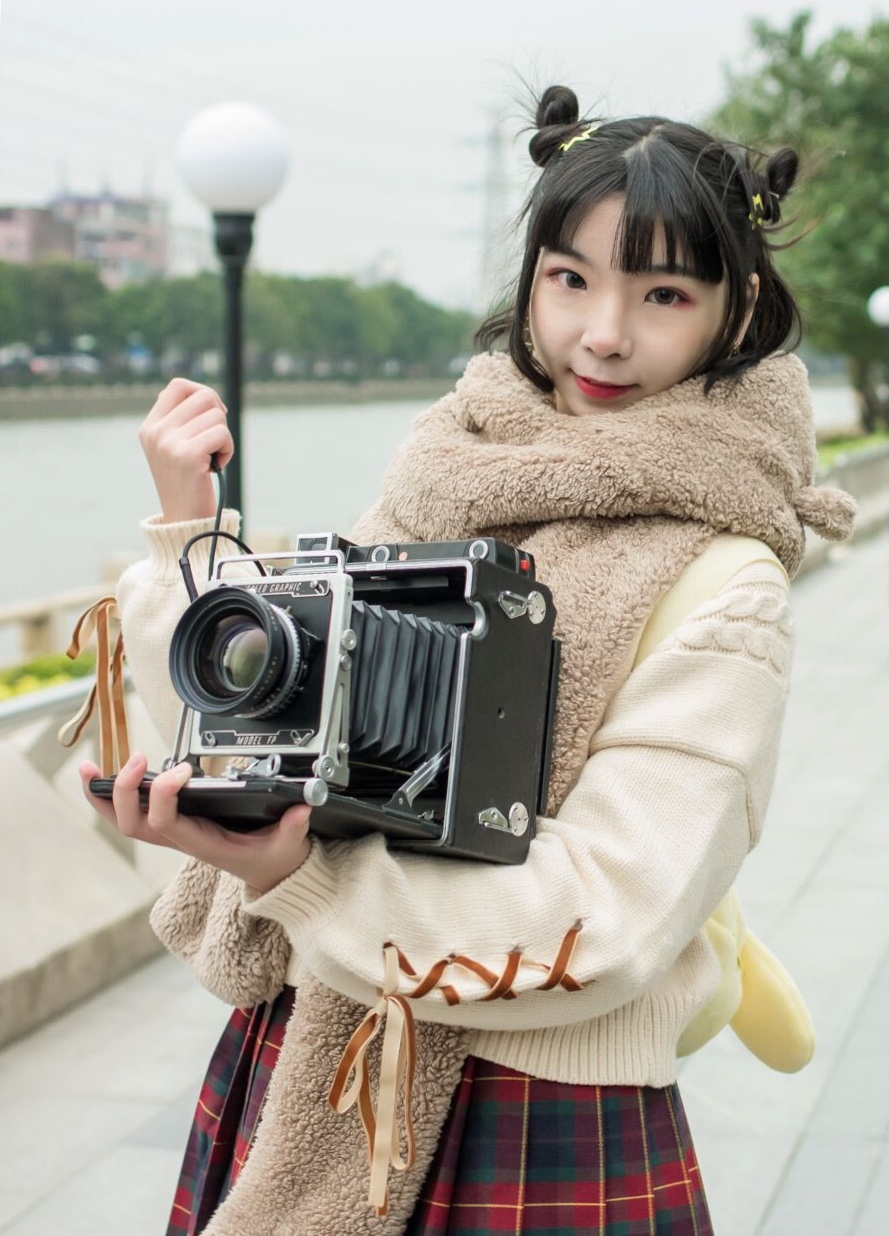
手持后期型Pacemaker Speed Graphic新闻相机的拍摄者

格拉菲公司于1912至1973年期间生产的Speed Graphic折叠相机与格拉菲单反类似，同样搭载焦平面帘幕快门，但在取景结构中舍弃了单反相机的45度折叠反光板，采用与传统大画幅相机相同的毛玻璃对焦屏（拍摄静物时使用）与搭载于相机外部的旁轴取景器作为辅助取景器。如此设计使得整台相机更加轻巧，机身连同镜头能够折叠成一个坚固耐用的方形盒子。该款相机还能使用带有镜间快门的镜头，与传统大画幅单轨相机一样，将镜头装配至机身前组的镜头板上即可使用。Speed Graphic相机在生产历程中受到大量用户欢迎，并逐渐取代格拉菲单反作为新闻摄影与体育摄影题材的首选，甚至作为一代新闻摄影器材的标志被纽约每日新闻社作为其logo的一部分。 
由于该款相机焦平面帘幕快门向下滑动的过程中首先曝光感光胶片的上部（即对焦屏上所成倒像的底部），因此许多使用Speed Graphic相机拍摄的赛车照片显示出前倾的椭圆形车轮。这种形态影响了许多赛车摄影作品，使得前倾的车轮成为竞速赛车的图像象征，甚至许多漫画家也将其作为急速运动的表现方法。
Speed Graphics也被许多艺术摄影师使用，因其搭载的焦平面帘幕快门能够配合早期为格拉菲单反设计的无快门结构镜头使用。如今，Speed Graphic以其简约，易维护的机械结构与独特的影像创作能力著称，它仍然被许多现代艺术摄影师作为拍摄工具。

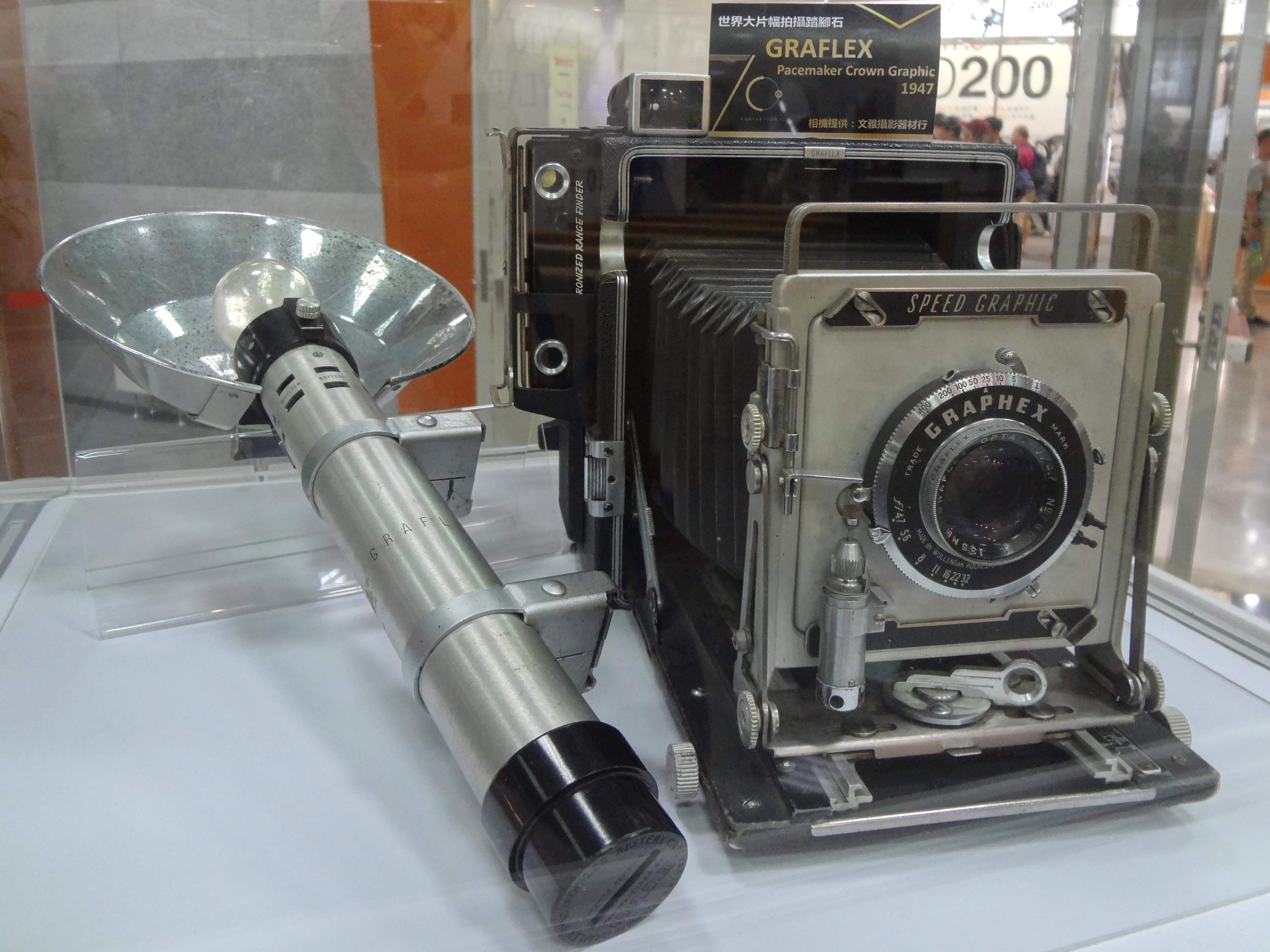
制造于1947年的Crown Graflex新闻相机，左边是三电池式闪光灯附件，60年代用于《星球大战》光剑道具

格拉菲公司在同一时期推出另一款更紧凑的Crown Graphic系列相机与Speed Graphic相机设计结构大致相同，但舍弃了焦平面幕帘快门。Crown Graphic比Speed Graphic更薄（2.5厘米）更轻（约0.5千克）。去除焦平面帘幕快门后，镜头与拍摄胶片的最小法兰距随即缩短，因而可以使用焦距更短的广角镜头。

## Graflex相机型号列表
該列表收錄Graflex的相机型号。

### 新闻相机（Press Camera）
- 1912–1973 Speed Graphic Models
- 1912–1927 Top Handle Speed Graphic
- 1928–1939 Pre-Anniversary Speed Graphic
- 1939–1946 Miniature Speed Graphic
- 1940–1946 Anniversary Speed Graphic
- 1947–1970 Pacemaker Speed Graphic
- 1947–1973 Pacemaker Crown Graphic
- 1949–1970 Century Graphic
- 1958–1973 Super Graphic
- 1961–1970 Super Speed Graphic

### 其它大画幅相机及单反相机
- 1907–1923 Press Graflex (5 × 7")
- 1909–1941 Auto Graflex
- 1923–1952 R.B.Graflex Series B (R.B. for Rotating Back，即带有旋转胶片后背)
- 1938–1942 Crown View
- 1941–1949 Graphic View
- 1949–1967 Graphic View II
- 1912–1940 5x7 Home Portrait Graflex
- 1923–1932 5x7 Series B Graflex
- 5x7, 3x5 Compact Graflex
- 5x7 Stereo Graflex
- 1928–1947 3x4 and 4x5 Series D
- 1941–1963 Super D Graflex
- 3x4 Series C Graflex with Cooke 2.5 Lens
- 3x4 and 4x5 RB Auto Graflex
- 4x5 Naturalist Graflex

(Graflex Century摄影棚写真相机)

### 其它使用120/220画幅胶卷，以及使用70毫米胶卷相机
- 1952–1956 Graflex 22
- 1965–1973 Graflex XL
- 1953–1957 Combat Graphic
- 1971–1976 Graflex Norita (又名：Norita 66)

### 使用135胶卷的旁轴相机及立体相机
- 1949–1953 Graflex Ciro 35
- 1955–1962 Graflex Stereo Graphic
- 1955–1957 Graflex Graphic 35
- 1957–1961 Graflex Century 35
- 1959–1963 Graphic 35 Electric (又名：Eloca Electric)

### 航空摄影相机
- 1941–1945 Folmer Graflex K-20 航空摄影相机 (又名：Fairchild K-20)
- Folmer Graflex K-21 航空摄影相机
- Folmer Graflex K-25 航空摄影相机

### 军用相机
- 1940–1943 Graflex C-3
- 1942–1944 Graflex PH-47-F
- 1942–1944 Graflex PH-47-E
- 1947–1949 Graflex PH-47-H
- 1947–1950 Graflex C-6
- 1949–1952 Graflex PH-47-J
- 1953–1957 Graflex KE-4
- 1953–1955 Graflex KE-12
- 1965–1973 Graflex XLRF KS-98B

## 公司全稱演變
由于曾经被柯达巨头收购后又被其拆分，最终于六十年代被胜家公司收购，因此该公司自成立以来曾多次易名。被收购后的格拉菲公司于1973年解散，其生产部门被日本星座公司（英文：TOYO-VIEW）收购。格拉菲原有座落在纽约州匹兹堡市郊外3750 Monroe Avenue的主要生产工厂主体建筑仍然被保留下来，在1997至2010年间曾作为Veramark Technologies的集团总部。
| 年份      | 公司全名                                                      |
| --------- | ------------------------------------------------------------- |
| 1887–1904 | Folmer & Schwing Manufacturing Co. of New York, NY            |
| 1905–1907 | Folmer & Schwing Co., Rochester, NY                           |
| 1907–1927 | Folmer & Schwing Div., Eastman Kodak Co. Rochester, NY        |
| 1928–1946 | Folmer Graflex Corp., Rochester, NY                           |
| 1946–1955 | Graflex Inc., Rochester, NY                                   |
| 1956–1968 | Graflex Inc., Div. General Precision Equipment, Rochester, NY |
| 1968–1973 | Graflex Inc., Div. Singer Corporation                         |
| 1973      | 宣告解散，生产工具被日本TOYO公司收购                          |

## 对流行文化的影响
由于该公司生产的Speed Graphic相机对新闻相机的设计起源有重要的历史意义，在35毫米相机与数码摄影技术兴起并被媒体记者广泛使用之前，某些新闻媒体记者早已认为格拉菲是一款技术过时的相机。尽管如此，由于Speed Graphic快拍机与Graflex单反内置焦平面帘幕快门结构，这些机型能够通过改装镜头板使用较大体积的无快门结构镜头。如今，艺术摄影师使用此类改装后的格拉菲相机，拍摄景深控制与图像细节方面表现优异的图像。作为例子，由柯达生产的Aero Ektar 178毫米 f/2.5镜头能够转接至Speed Graphic 4x5相机上，通过控制画面景深，用于拍摄柔和或锐利的图像。
1977年上映的《星球大战》电影中作为武器的重要道具，光剑是经过道具改装后的老式“Speed Graphic”相机所使用的三电池式闪光灯座。这款作为光剑道具出现的闪光灯座在电影中显示了底部冲压的产品专利号，#2310165。
纽约每日新闻的logo中有一个简化轮廓的Speed Graphic相机图案。

## 参看
- 大画幅相机
- 摄影记者